# Wild Life (canção de Jack & Jack)
"Wild Life" é um single da dupla Jack & Jack, lançado em 2 de agosto de 2014. O vídeo musical oficial foi produzido pela theAudience, dirigido por Niklaus Lange e estreado em 31 de outubro de 2014. A música conseguiu atingir o 87° lugar na Billboard Hot 100 e atualmente o vídeo musical já possui mais de 24 milhões de visualizações no YouTube.

## Desempenho nas tabelasmusicais
| Tabela musical (2014)           | Melhor posição |
| ------------------------------- | -------------- |
| Billboard Hot 100               | 87             |
| Billboard Hot R&B/Hip-Hop Songs | 25             |